# Марко Ремер
Марко Ремер (нім. Marko Rehmer, нар. 29 квітня 1972, Східний Берлін) — німецький футболіст, що грав на позиції захисника.
Виступав, зокрема, за клуби «Уніон» (Берлін) та «Айнтрахт», а також національну збірну Німеччини.

## Клубна кар'єра
Народився 29 квітня 1972 року в місті Східний Берлін. Вихованець юнацьких команд футбольних клубів «Емпор Берлін», «Пренцлауер Берг» та «Уніон» (Берлін).
У дорослому футболі дебютував 1990 року виступами за команду клубу «Уніон» (Берлін), в якій провів сім сезонів, взявши участь у 106 матчах чемпіонату. 
Своєю грою за цю команду привернув увагу представників тренерського штабу клубу «Ганза», до складу якого приєднався 1997 року. Відіграв за клуб з Ростока наступні два сезони своєї ігрової кар'єри. Більшість часу, проведеного у складі «Ганзи», був основним гравцем захисту команди.
1999 року уклав контракт з клубом «Герта», у складі якого провів наступні шість років своєї кар'єри гравця. 
2005 року перейшов до клубу «Айнтрахт», за який відіграв 2 сезони. Завершив професійну кар'єру футболіста виступами за команду «Айнтрахт» (Франкфурт-на-Майні) у 2007 році.

## Виступи за збірну
1998 року дебютував у складі національної збірної Німеччини у матчі проти Мальти. Протягом кар'єри у національній команді, яка тривала 6 років, провів у формі головної команди країни 35 матчів, забивши 4 голи.
У складі збірної був учасником чемпіонату Європи 2000 року у Бельгії та Нідерландах, чемпіонату світу 2002 року в Японії і Південній Кореї, де разом з командою здобув «срібло».

## Титули і досягнення
- Віце-чемпіон світу: 2002

«Герта»
- Володар кубка німецької ліги: 2001, 2002